# Ernest Austin
Ernest Austin, född 31 januari 1874 och död 24 juli 1947, var en engelsk tonsättare.
Austin var autodidakt som tonsättare, han började först vid 33 års ålder inom sin konst. Bland hans för tiden ganska modernt hållna, av poetisk känsla burna verk märks variationerna för stråkorkester, opus 34, flera klavertrior, en cykel orgelkompositioner med uppslag från John Bunyans Kristens resa, sonatiner för barn med mera. Austin framträdde även som diktare med Songs form the Ravel.
Ernest Austin var bror till sångaren och tonsättaren Frederic Austin.